# Менкиня (гмина)
Менкиня (пол. Miękinia) — сельская гмина (волость) в Польше, входит как административная единица в Сьродский повет (Нижнесилезское воеводство), Нижнесилезское воеводство. Население — 11 635 человек (на 2006 год).

## Демография
| Перепись                       | Всего   | Всего | Женщины | Женщины | Мужчины | Мужчины |
| ------------------------------ | ------- | ----- | ------- | ------- | ------- | ------- |
| Единицы                        | человек | %     | человек | %       | человек | %       |
| Население                      | 11 635  | 100   | 5886    | 50,6    | 5749    | 49,4    |
| Плотность населения (чел./км²) | 64,8    | 64,8  | 32,8    | 32,8    | 32,0    | 32,0    |

## Сельские округа
1. Бялкув
2. Блоне
3. Бжезина
4. Бжезинка-Сьредзка
5. Черна
6. Галув
7. Глоска
8. Гославице
9. Кадлуб
10. Кремпице
11. Ксенгинице
12. Ленартовице
13. Любятув
14. Лютыня
15. Ловенцице
16. Менкиня
17. Мрозув
18. Писажовице
19. Пренжыце
20. Радаковице
21. Вилькостув
22. Вилькшин
23. Войновице
24. Врублёвице
25. Забур-Вельки
26. Закшице
27. Зьрудла
28. Журавинец

## Соседние гмины
1. Гмина Бжег-Дольны
2. Гмина Конты-Вроцлавске
3. Гмина Костомлоты
4. Гмина Оборники-Слёнске
5. Гмина Сьрода-Слёнска
6. Вроцлав